# Mirmidoni (Eschilo)
Mirmidoni (in greco antico: Μυρμιδόνες?, Mirmidónes) è una tragedia di Eschilo andata quasi completamente perduta, che trattava della storia di Achille e Patroclo.

## Trama
La tragedia si basa sul libro nono e sedicesimo dell'Iliade. Oltraggiato da Agamennone, Achille si rifiuta di combattere contro i Troiani anche dopo che il re acheo gli ha inviato un'ambasciata per convincerlo a tornare sul campo di battaglia. Anche il coro dei Mirmidoni esorta, invano, il proprio re a tornare in campo:
vedi tu l'afflizione operata

dalla lancia distruttrice sui Danai,

che tu hai tradito,

eppure stai seduto ozioso nella tua tendaǃ

Signor di Ftia, Achille! Perché, oh,

perché, sentendo dei massacri d'uomini

(Ahimé!) colpi di guerra, non attiri

la notte in nostro soccorso?»
(traduzione di Antonio D'Andria)
Senza Achille ogni sforzo è vano, ma Diomede decide ugualmente di guidare i Greci in battaglia ed essi subiscono una dolorosa sconfitta. Commosso dallo spreco di tante vite umane, Patroclo supplica Achille di lasciarlo andare a combattere al posto suo: indosserà l'armatura di Achille e i Troiani saranno così spaventati dalla sua apparizione che scapperanno alla sua vista. Achille si lascia smuovere dalla suppliche dell'amato e acconsente al piano di Patroclo.
Patroclo indossa l'armatura del compagno e guida i Mirmidoni in battaglia, mentre Achille resta all'accampamento e offre libagioni a Zeus per la buona riuscita del piano e perché riporti Patroclo al campo sano e salvo; Zeus accoglie la prima richiesta, ma non la seconda. Un messaggero porta ad Achille la notizia che Patroclo, dopo aver combattuto valorosamente e aver ucciso l'eroe Sarpedonte, è stato colpito a tradimento dal dio Apollo e finito da Euforbo ed Ettore. Achille piange amaramente la morte dell'amato e decide di tornare in battaglia per vendicare la morte di Patroclo.

## Analisi
Al contrario dell'Iliade (a cui la tragedia si ispira), l'opera di Eschilo descrive la relazione tra Achille e Patroclo come un rapporto esplicitamente omosessuale in cui Achille svolgeva il ruolo di erastès e Patroclo quello di eromenos. In uno dei frammenti rimasti, infatti, Achille parla di "unione devota delle cosce", chiaro riferimento al sesso intercrurale. 
La tragedia doveva essere la prima parte di una trilogia, la cosiddetta "Achilleide", composta anche dalle Nereidi e dai Frigi, conosciuta anche come il Riscatto di Ettore, anch'esse perdute.